# Championnat d'Amérique du Nord et des Caraïbes masculin de handball 2018
Navigation
Mexique 2014 Mexique 2022
Le Championnat d'Amérique du Nord et des Caraïbes 2018 est la 2e édition de cette compétition. Elle s'est déroulée du 3 au 8 avril 2018 à Mexico au Mexique.
Cuba remporte la compétition et est qualifié, avec le Canada et Porto Rico, pour le Championnat panaméricain 2018.

## Classement final
|                                      | Équipe                 | Pts | J | G | N | P | Bp  | Bc  | Diff |
| ------------------------------------ | ---------------------- | --- | - | - | - | - | --- | --- | ---- |
| Médaille d'or, Amérique du Nord      | Cuba                   | 9   | 5 | 4 | 1 | 0 | 172 | 125 | 47   |
| Médaille d'argent, Amérique du Nord  | Canada                 | 7   | 5 | 3 | 1 | 1 | 136 | 132 | 4    |
| Médaille de bronze, Amérique du Nord | Porto Rico             | 5   | 5 | 2 | 2 | 2 | 143 | 152 | -9   |
| 4                                    | Mexique                | 5   | 5 | 1 | 3 | 1 | 145 | 142 | 3    |
| 5                                    | États-Unis             | 3   | 5 | 1 | 1 | 3 | 151 | 164 | -13  |
| 6                                    | République dominicaine | 1   | 5 | 0 | 1 | 4 | 124 | 153 | -29  |

## Matchs
| 3 avril 14h00 | Porto Rico | 27–31 | Canada | Centro deportivo Olimpico Mexicano, Mexico |

| 3 avril 16h00 | États-Unis | 30–41 | Cuba | Centro deportivo Olimpico Mexicano, Mexico |

| 3 avril 18h00 | Mexique | 33–28 | République dominicaine | Centro deportivo Olimpico Mexicano, Mexico |

| 4 avril 14h00 | Cuba | 36–23 | Porto Rico | Centro deportivo Olimpico Mexicano, Mexico |

| 4 avril 16h00 | République dominicaine | 26–32 | États-Unis | Centro deportivo Olimpico Mexicano, Mexico |

| 4 avril 18h00 | Canada | 26–26 | Mexique | Centro deportivo Olimpico Mexicano, Mexico |

| 5 avril 14h00 | Porto Rico | 29–29 | République dominicaine | Centro deportivo Olimpico Mexicano, Mexico |

| 5 avril 16h00 | Canada | 24–27 | Cuba | Centro deportivo Olimpico Mexicano, Mexico |

| 5 avril 18h00 | Mexique | 30–30 | États-Unis | Centro deportivo Olimpico Mexicano, Mexico |

| 7 avril 14h00 | États-Unis | 28–34 | Porto Rico | Centro deportivo Olimpico Mexicano, Mexico |

| 7 avril 16h00 | République dominicaine | 21–22 | Canada | Centro deportivo Olimpico Mexicano, Mexico |

| 7 avril 18h00 | Mexique | 28–28 | Cuba | Centro deportivo Olimpico Mexicano, Mexico |

| 8 avril 12h00 | États-Unis | 31–33 | Canada | Centro deportivo Olimpico Mexicano, Mexico |

| 8 avril 14h00 | Cuba | 40–20 | République dominicaine | Centro deportivo Olimpico Mexicano, Mexico |

| 8 avril 16h00 | Porto Rico | 30–28 | Mexique | Centro deportivo Olimpico Mexicano, Mexico |